# Grotte del Duomo
L'oratorio del Santissimo Crocifisso della Grotta, anche detto oratorio della Grotta o Grotte del Duomo, è situato sotto la cattedrale di Urbino e si compone di quattro cappelle erette tra il XVI e il XVII secolo.

## Storia
Gli ambienti sotterranei del duomo si vennero a creare per colmare il vuoto tra la parte absidale della cattedrale e il versante della collina.
In origine i primi due ambienti erano utilizzati come magazzini delle stalle del Palazzo Ducale mentre gli altri due ambienti erano usati come depositi della cattedrale.
Agli inizi del XVI secolo il duca Guidobaldo da Montefeltro cede le prime due stanze dei sotterranei alla neonata confraternita fondata da padre Girolamo Recalchi da Verona.
Subito la confraternita avviò, a proprie spese, la sistemazione delle due stanze in due cappelle, e nel 1507 gli consacrarono e formarono la Compagnia dell'Humiltà.
Durante i lavori per realizzare le due cappelle, venne rinvenuto un crocifisso ligneo ritenuto miracoloso, da questa scoperta la confraternita verrà intitolata al suddetto crocifisso.
I compiti della confraternita erano: le opere di carità e la rappresentazione di scene della Passione, del Vecchio e del Nuovo Testamento durante la sera del venerdì santo.
Nel 1655 la Confraternita fu aggregata all'Arciconfraternita del Santissimo Crocifisso di San Marcello di Roma.
Ebbe molti privilegi e indulgenze dai vari papi, come: Paolo III, Pio IV, Gregorio XIII, Clemente VIII, Clemente XIII e Urbano VIII che nel 1636 onorò la Compagnia dell'importante privilegio di poter liberare un condannato a morte il giovedì santo, alternandosi con la Confraternita di San Giuseppe.
A questa Confraternita vi aderirono le personalità più eminenti della città.
All'oratorio si accende mediante la cosiddetta Loggia del Grano, decorata nel 1621, in occasione delle nozze tra Federico Ubaldo della Rovere e Claudia de' Medici; una volta discesi 46 scalini ci si trova di fronte a un lungo corridoio su cui si affacciano le quattro cappelle e il Giro del Perdono. Durante la Seconda guerra mondiale questo oratorio, ospitò le opere provenienti dal tesoro della basilica di San Marco a Venezia (tra cui la Pala d'oro), per proteggerle dai bombardamenti e dalle razzie tedesche. 
La Confraternita a tutt'oggi non è più esistente e gli ambienti, recentemente restaurati a seguito del terremoto del 1997, vengono utilizzati per celebrarvi alcune funzioni religiose dell'Arcidiocesi e dell'Ordine equestre del Santo Sepolcro di Gerusalemme. L'oratorio è aperto al pubblico e fa parte del Museo diocesano Albani.

## Cappella della Natività
Si tratta della prima cappella, dominata dal pregevole ornato marmoreo dell'altare, che incornicia la tela del pittore bolognese Emilio Taruffi, raffigurante la Natività di Cristo, realizzata nel 1682.
La volta a botte è decorata da un affresco raffigurante una Gloria di angeli dell'artista Andrea Giannotti, contornata da una cornice marmorea, risalente al XVIII secolo. In questa cappella, a partire dagli anni dieci del XXI secolo, vi sono esposte anche alcune tele del Museo diocesano Albani, tra cui quattro tele del senigalliese Giovanni Anastasi (Vergine annunciata, Arcangelo Gabriele, San Pietro e San Paolo), provenienti dall'Oratorio di San Gregorio.

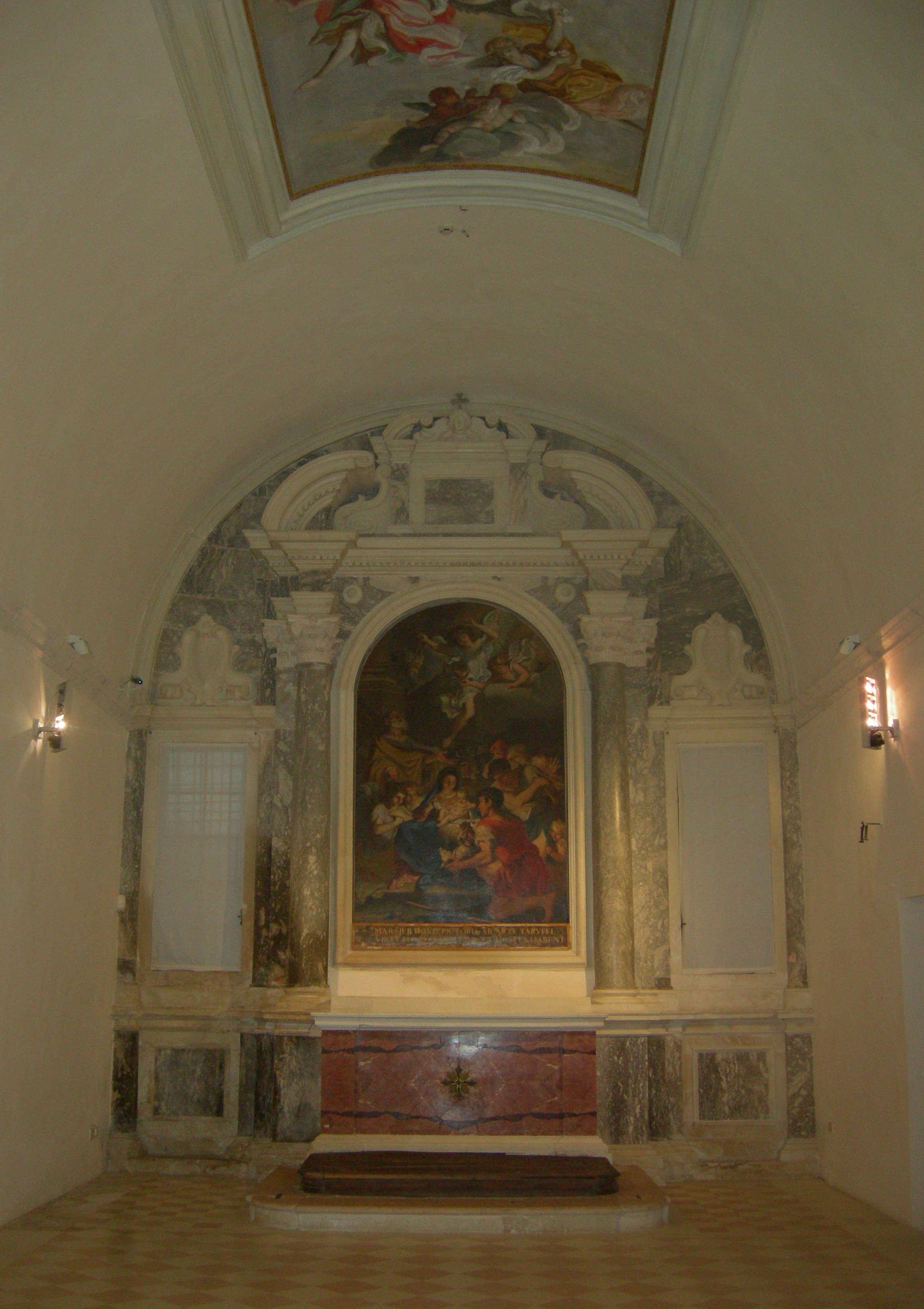
L'altare
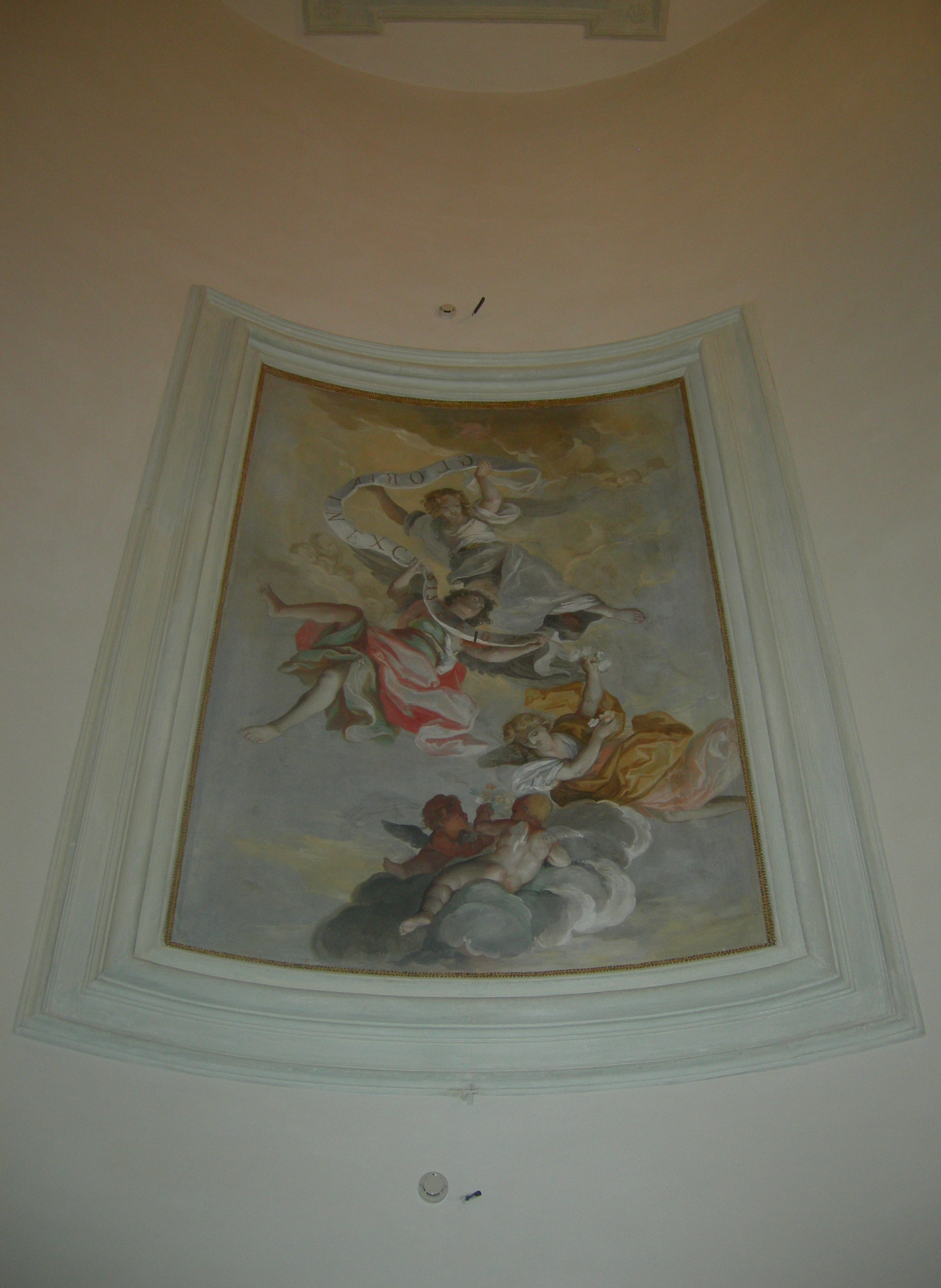
Gloria di Angeli di Andrea Giannotti

## Cappella del Crocifisso

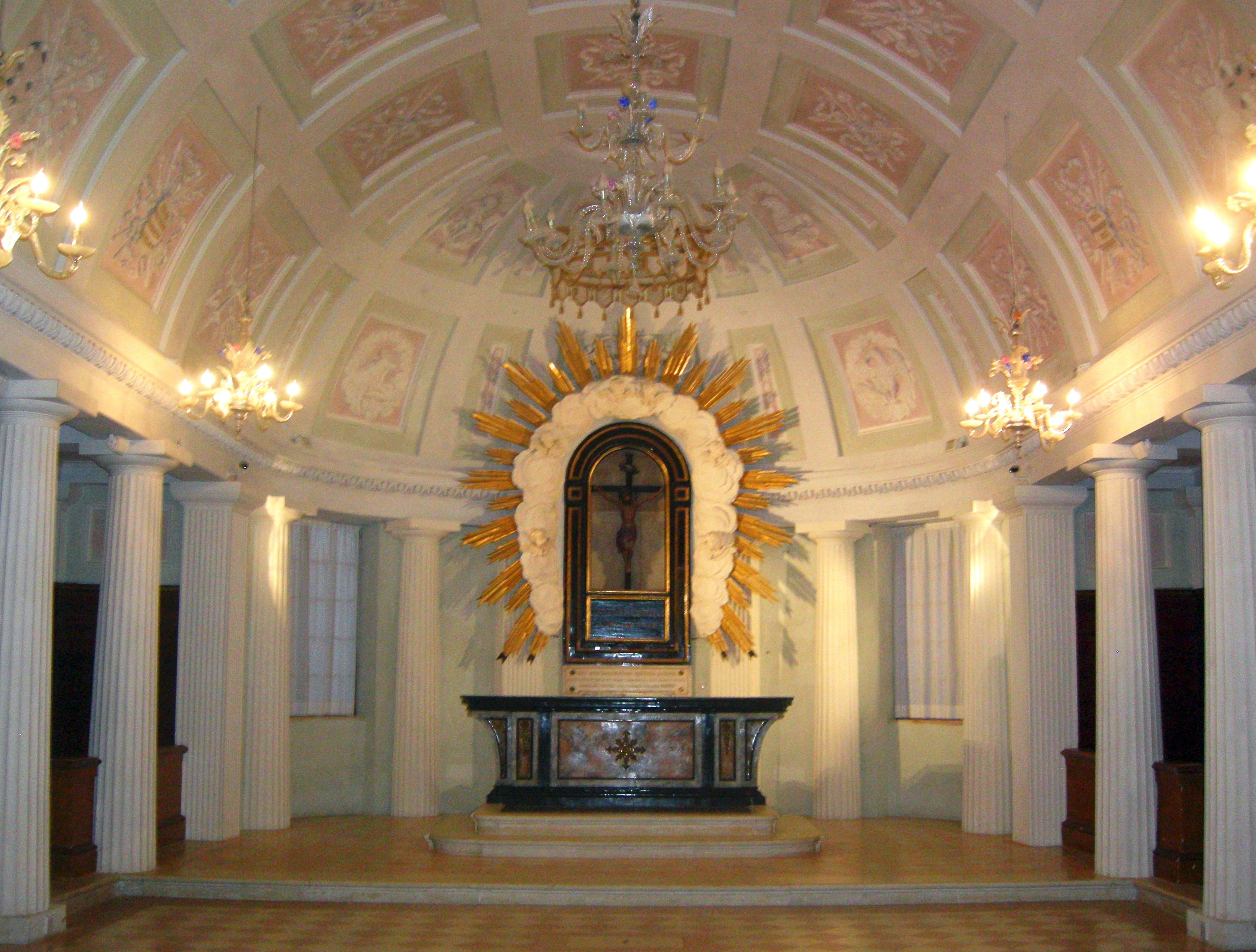
Cappella del Crocifisso

Questa seconda cappella è stata rifatta, nei primi anni del XIX secolo, in forme neoclassiche dall'architetto Giuseppe Valadier; dopo il crollo della cupola della cattedrale soprastante, a seguito del terremoto del 1789.
All'interno di una nicchia nell'abside è conservato il crocifisso ligneo, risalente al XV secolo, da cui prese nome la confraternita; il quale si salvò miracolosamente dopo il crollo della cupola.
Sulla volta a botte della cappella vi sono raffigurati, in stucco, i simboli della passione, mentre nel catino absidale i simboli dei quattro Evangelisti. La cappella è illuminata da cinque lampadari in vetro di Murano.
Nella cappella è presente la tomba del penultimo duca di Urbino, Federico Ubaldo della Rovere, morto in circostanze misteriose a soli 18 anni, il 29 giugno 1623.

## Cappella della Resurrezione
In origine denominata del Sepolcro, ma poi ha scambiato la propria denominazione con la quarta cappella nel XVII secolo, assumendo l'attuale nome.
Questa terza cappella è dominata dal mirabile gruppo marmoreo della Pietà di Giovanni Bandini, la cui esecuzione è documentata tra il 1585 e il 1588. Quest'opera, forse la più importante dell'oratorio, venne realizzata su commissione del duca Francesco Maria II per adornare il proprio sepolcro, ma per la prematura morte del figlio, Federico Ubaldo, fu impiegata per la tomba di quest'ultimo. In origine il gruppo marmoreo era collocato nella cappella del Crocifisso, ma a seguito del rovinoso crollo della cupola del duomo soprastante del 1797, pur non avendo riportato gravi danni, fu spostata in questo ambiente. Le due figure, che ricordano nella composizione la Pietà di Viterbo di Sebastiano del Piombo, appaiono come una derivazione ed una interpretazione pacata, di silente tragicità, dei drammatici compianti in terracotta, di cui un esempio è nella Cappella del Sepolcro.
Sull'altare vi è un'opera del pittore Gian Andrea Urbani, una Annunciazione della Vergine, del XVII secolo; mentre la volta a botte e decorata da un affresco rappresentante il Trionfo della Croce (XVIII secolo) di Andrea Giannotti.

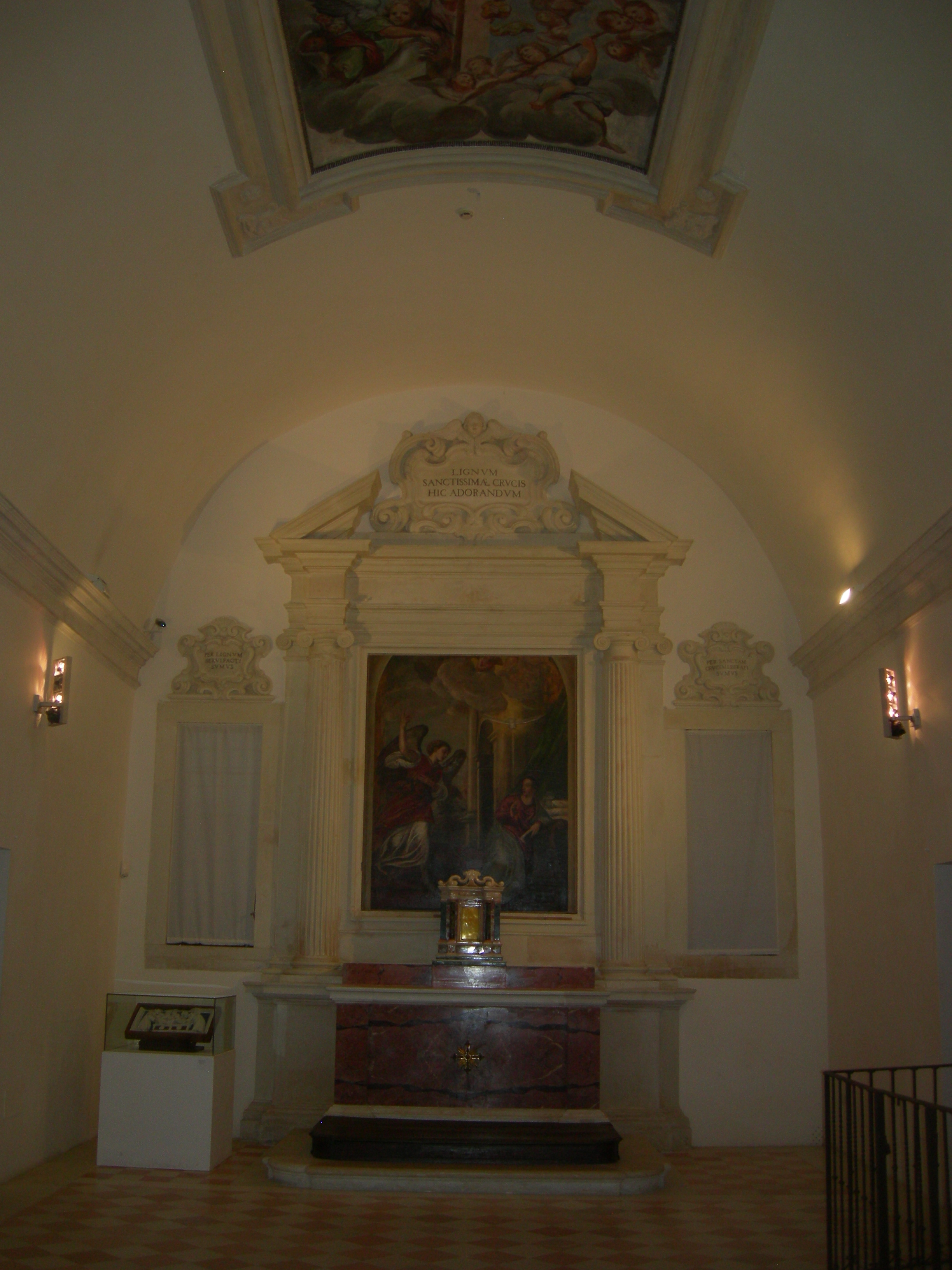
L'altare
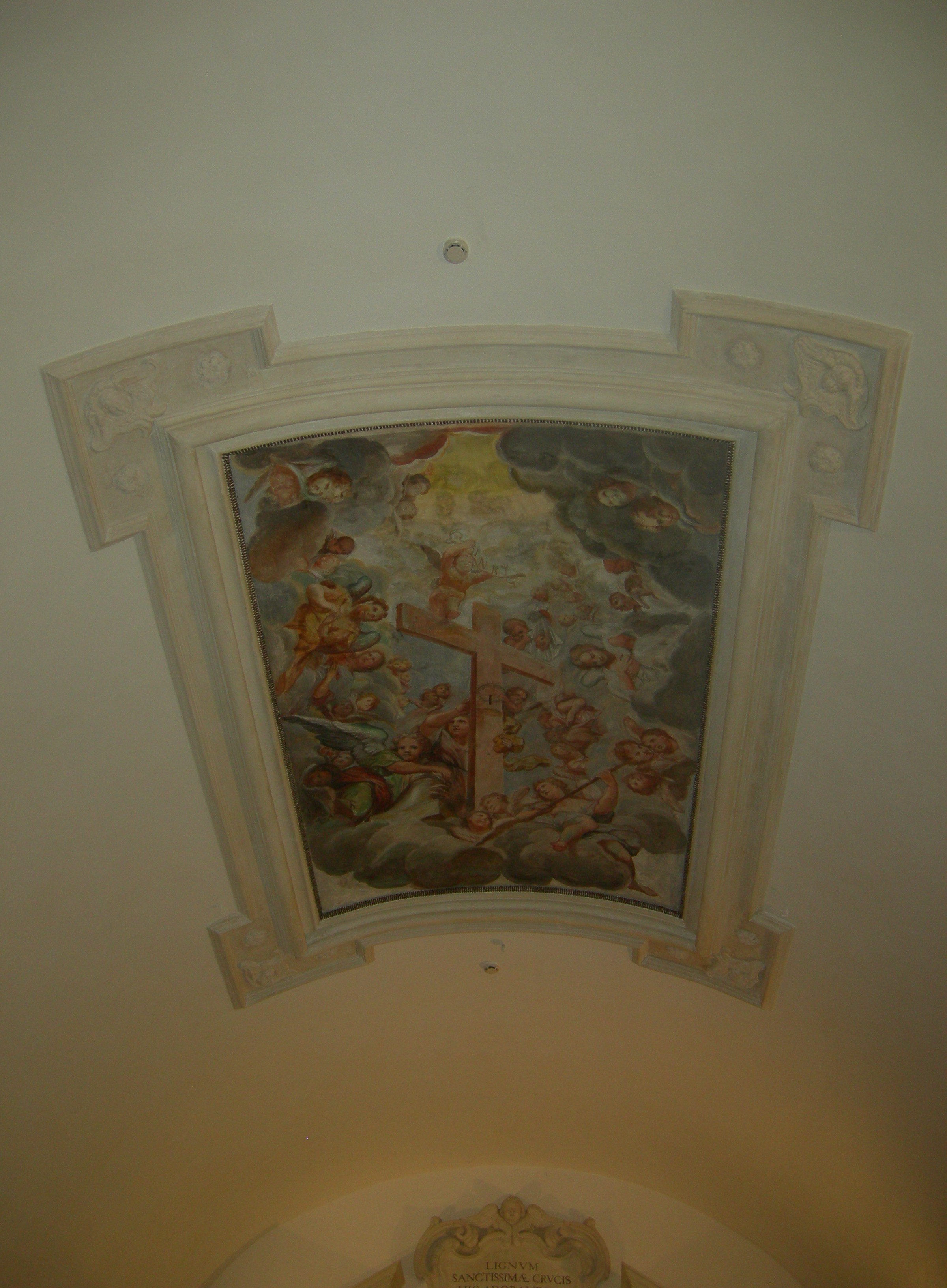
Trionfo della Croce di Andrea Giannotti
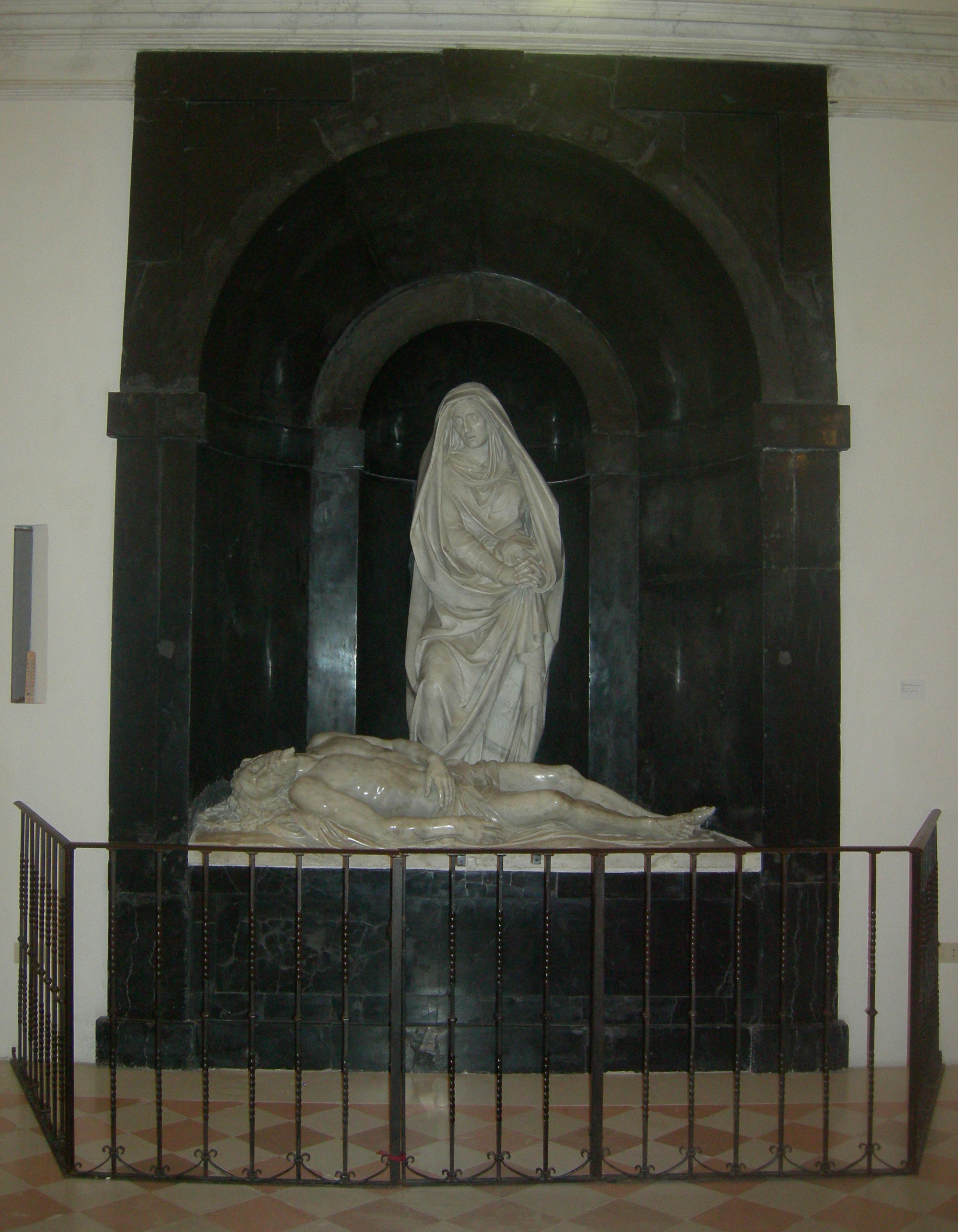
La Pietà di Giovanni Bandini

## Cappella del Sepolcro
Ha acquisito questa denominazione nel XVII secolo quando dalla terza cappella è stato spostato il gruppo di statue in terracotta, all'epoca policroma, risalente alla prima metà del XVI secolo, rappresentante il Compianto su Cristo morto.
La realizzazione di questa cappella avvenne nel XVII secolo, decorata da un rivestimento in pietra progettato dall'architetto urbinate Matteo Oddi, fratello del più celebre Muzio.
Sulla parete a valle la decorazione delle pareti è sostituita da una rappresentazione, in scala ridotta, del Monte Golgota, in pietra spugna (pietra arenaria porifera); con le tre croci sulla sommità e alla base, in un'ampia nicchia,vi era collocato il Compianto. Tale opera era in origine collocata nella terza cappella con il Compianto, poi a seguito dello scambio di denominazione, fu spostata. Sulla riproduzione del Golgota, a partire dagli anni dieci del XXI secolo, sono state sistemate le raffigurazioni su pannelli lignei dei personaggi del Calvario, opera seicentesca di Giovan Battista Urbinelli, già nell'Oratorio di Santa Croce.
Nel XIX secolo crollò la volta per il degrado in cui versava l'edificio, fu rifatta ma con semplici laterizi. 

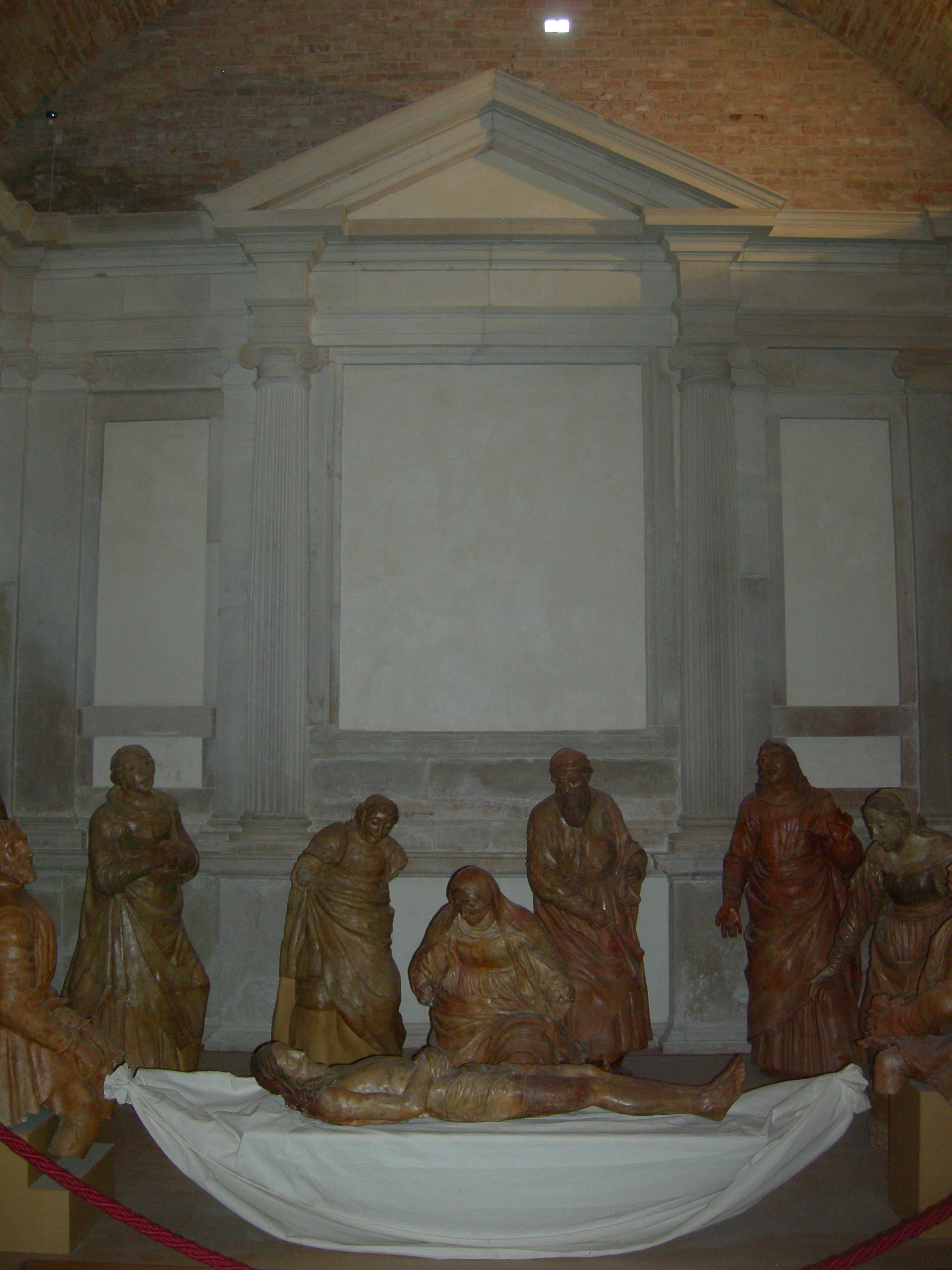
Il Compianto su Cristo morto
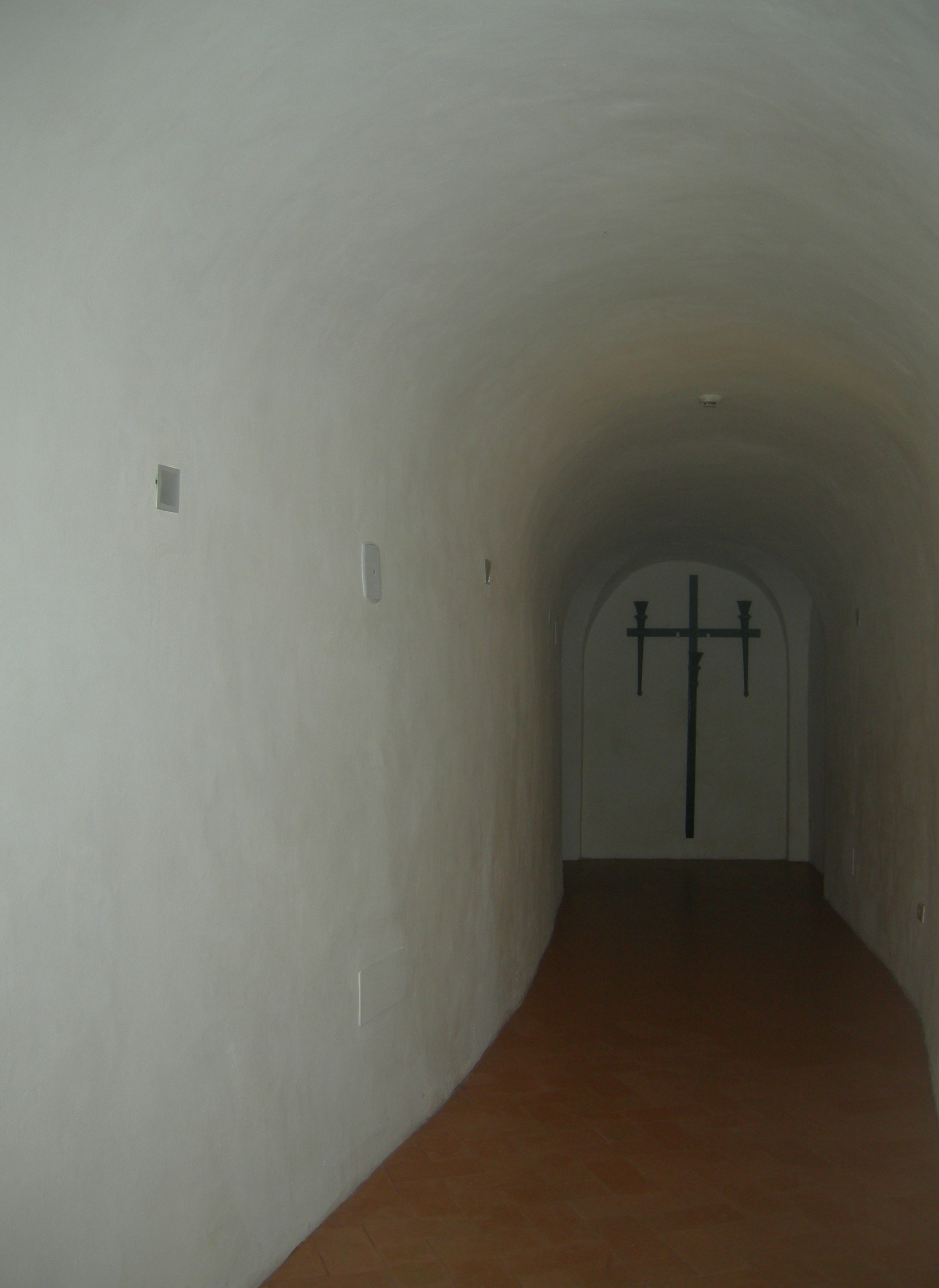
Una parte del Giro del Perdono

## Giro del Perdono
Si tratta di un piccolo corridoio che gira per metà intorno alla quarta cappella, è costellato da due grandi croci. È tradizione della popolazione urbinate percorrere questo corridoio diverse volte in preghiera durante il Lunedì di Pasqua, in quanto a tale luogo fu trasferita l'indulgenza plenaria, concessa da Papa Sisto IV alla Cappella del Perdono nel Palazzo Ducale, dopo che quest'ultimo edificio fu dichiarato monumento nazionale, alla fine del XIX secolo.